# Коцюмбас Орест Павлович
Орест Павлович Коцюмбас (рос. Орест Павлович Коцюмбас; * 23 січня 1948, Бібрка, Львівська область) — радянський футболіст.

## Життєпис
Захисник, грав за «Карпати» (Львів), «Шахтар» (Червоноград), «Торпедо» (Луцьк) і «Спартак» (Семипалатинськ).
Мешкає у Бібрці. Дружина Галина, дочка Олеся, син Володимир.